# Vítor Baía
Vítor Manuel Martins Baía (* 15. říjen 1969, São Pedro da Afurada) je bývalý portugalský fotbalista, brankář.
S portugalskou fotbalovou reprezentací získal bronzovou medaili na mistrovství Evropy roku 2000. Hrál též na světovém šampionátu roku 2002 a Euru 1996. Celkem za národní tým odehrál 80 utkání.
S FC Porto vyhrál v sezóně 2003/04 Ligu mistrů, v sezóně 2002/03 Pohár UEFA a dvakrát Interkontinentální pohár (1987, 2004). S FC Barcelona navíc získal v ročníku 1996/97 Pohár vítězů pohárů. Je jedenáctinásobným mistrem Portugalska a jednou se stal mistrem Španělska (1997–98).
Vítězstvím ve třech soutěžích pořádaných organizací UEFA se stal v roce 2004 celkově 11. fotbalistou, kterému se podařilo vyhrát Ligu mistrů, Pohár UEFA a Pohár vítězů pohárů.
V letech 1989 a 1991 byl vyhlášen nejlepším fotbalistou Portugalska. V anketě Rádio e Televisão de Portugal nazvané Naši velcí Portugalci, hledající největší osobnosti portugalských dějin, skončil na 66. místě.